# 신베이 첩운
신베이 MRT(신베이 첩운)(新北大眾捷運系統, 주음 부호: ㄒ一ㄣ ㄅㄟˇ ㄉㄚˋ ㄓㄨㄥˋ ㄐ一ㄝˊ ㄩㄣˋ ㄒ一ˋ ㄊㄨㄥˇ)은 중화민국 신베이 시내와 그 주변 지역의 만성적인 교통 체증을 완화시키기 위해 설치된 도시 철도(첩운) 체계이다. 중국 밖에서는 MRT 또는 타이베이 지하철(Metro Taipei)이라 알려져 있으며, 정식 명칭은 타이베이 도회구 대중 첩운(臺北都會區大眾捷運系統, Taipei Rapid Transit System)이다. 신베이 MRT 공사(臺北大眾捷運公司,주음부호:ㄒ一ㄣ ㄅㄟˇ ㄉㄚˋ ㄓㄨㄥˋ ㄐ一ㄝˊ ㄩㄣˋㄍㄨㄥ ㄙ , TRTC)에 의해 운영된다. 1996년에 개통되었다. 또한 지하철의 국제 연합 (EU)의 일원이다.

## 같이 보기
- 세계 각국의 도시 철도